# گمینا روال
گمینا روال (به لهستانی:  Gmina Rewal) یک گمینا در لهستان است که در شهرستان گرفیتسه واقع شده‌است. گمینا روال ۴۱٫۱۳ کیلومتر مربع مساحت و ۳٬۴۴۱ نفر جمعیت دارد.